# Brontoscorpio
Brontoscorpio anglicus ("escorpión trueno inglés") es un género y especie extintos de escorpión acuático de un metro de longitud que vivió durante el periodo Devónico en las islas británicas. Sus restos fueron descubiertos en areniscas del Silúrico Superior de Trimpley, en Worcestershire, y la especie fue descrita basándose en un único apéndice de un pedipalpo de casi 10 centímetros de largo. Se ha estimado que el animal completo debió medir al menos 90 centímetros de largo.

## Ecología y estilo de vida
Todos los escorpiones post-Paleozoicos son terrestres, mientras que durante el Silúrico muchos de los taxones conocidos hicieron la transición de entornos. Se ha deducido que Brontoscorpio era capaz de salir del agua y entrar en la tierra, en el caso de que otros depredadores lo hubiesen depredado a él (tales como nautiloideos, grandes euriptéridos o incluso otros escorpiones acuáticos). Sin embargo, dado su gran tamaño, B. anglicus tuvo que regresar al agua cuando se cansó de apoyar a su propio peso, o por lo menos cada vez que mudara su exoesqueleto (en tierra, correría el riesgo de ser aplastado por su propio peso). Brontoscorpio pudo comer pequeños animales marinos como los peces acantodios, heterostráceos, escorpiones y pequeños trilobites.

## Anatomía
Al igual que con otros arácnidos, como los escorpiones modernos, Brontoscorpio respiraba a través del intercambio de gases a través de los poros de su exoesqueleto y los revestimientos internos de la cola.

## En la cultura popular
Brontoscorpio anglicus fue presentado en el primer episodio de la serie de televisión de la BBC Walking with Monsters, donde se indica erróneamente que se alimentaban casi exclusivamente de peces sin mandíbula blindados Cephalaspis, sólo para ser atacados y devorados, a su vez, por el enorme euriptérido Pterygotus. Más tarde, otro grupo de estos artrópodos atacan una migración de Cephalaspis que se dirigían a un estanque para reproducirse. Una Brontoscorpio, sin embargo, tiene que mudar su exoesqueleto en su lugar, aunque (como se mencionó más arriba) es más probable que el Brontoscorpio mudara su piel dura bajo el agua.
Es muy poco probable que B. anglicus depredara al Cephalaspis, ya que éste se encuentra sólo en principios del Devónico, y el primero se encuentra sólo en los estratos del Silúrico. Es posible, sin embargo, que B. anglicus depredara a los familiares silúricos del Cephalaspis , como Ateleaspis, Procephalaspis y Tremataspis.